# Suchý Důl
Suchý Důl – gmina w Czechach, w powiecie Náchod, w kraju hradeckim. Według danych z dnia 1 stycznia 2013 liczyła 425 mieszkańców.